# Sultanato di Palembang
Il Sultanato di Palembang Darussalam è uno stato principe d'Indonesia la cui capitale si trovava nella città di Palembang, nel meridione dell'isola indonesiana di Sumatra. Fu proclamato nel 1675 dal Sultano Abdurrahman (1659–1706) e dissolto dal governo coloniale delle Indie Orientali Olandesi il 7 ottobre 1823. Due anni dopo, nel 1825, il suo ultimo sovrano, Ahmad Najamuddin, fu arrestato e mandato in esilio sull'isola di Banda Neira nelle Isole Banda, appartenente alle Molucche.

## Storia

### Origini

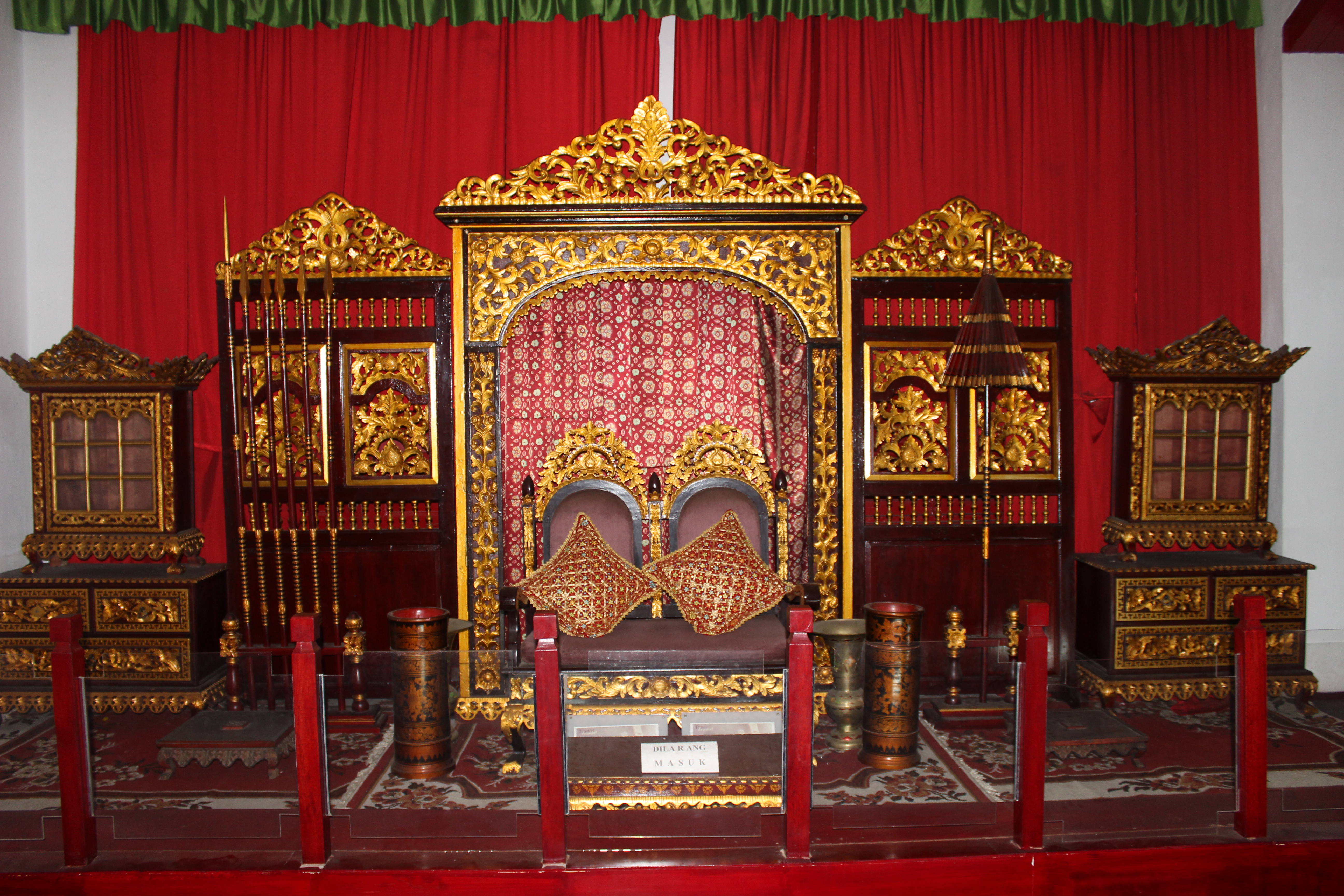
Replica del trono del Sultanato di Palembang.

Stando alla storia di Kidung Pamacangah e al Babad Arya Tabanan si dice che una figura del Regno Kediri di nome Arya Damar (il quale fu "reggente di Palembang") si unì a Gajah Mada, sovrano del Majapahit, nella conquista di Bali nel 1343. Lo storico C.C. Berg riteneva che Arya Damar sia identico ad Adityawarman. Il termine Palembang era anche menzionato nel Nagarakretagama come una delle terre conquistate dal Majapahit. Gajah Mada menziona il nome di Palembang anche nel Pararaton come una delle regioni da lui conquistate.
La cronaca cinese Chu-fan-chi, scritta nel 1178 da Chou-Ju-Kua, registrava il nome di Pa-lin-fong, ovvia corruzione del termine Palembang. Intorno al 1513, Tomé Pires, avventuriero portoghese, menzionò Palembang come regno retto da un patrono nominato da Giava, riferito poi al Sultanato di Demak, e che partecipò nell'invasione di Malacca, che allora era controllata dai portoghesi. Nel 1596, Palembang venne attaccata dalle Indie orientali olandesi. Nel 1659, il nome di Sri Susuhunan Abdurrahman fu registrato come sovrano del sultanato di Palembang. I registri di connessione con il VOC hanno avuto menzione fin dal 1601.

## Lista dei sultani regnanti
- Sri Susuhunan Abdurrahman (1659–1706)
- Sultano Muhammad Mansyur Jayo Ing Lago (1706–1718)
- Sultano Agung Komaruddin Sri Teruno (1718–1724)
- Sultano Mahmud Badaruddin I Jayo Wikramo (1724–1757)
- Sultano Ahmad Najamuddin I Adi Kusumo (1757–1776)
- Sultano Muhammad Bahauddin (1776–1803)
- Sultano Mahmud Badaruddin II (1804–1812, 1813, 1818–1821)
- Sultano Ahmad Najamuddin II (1812–1813, 1813–1818)
- Sultano Ahmad Najamuddin III (1821–1823)
- Sultano Mahmud Badaruddin III, Prabu Diradja Al-Hajj (2003–2017)[4]
- Sultano Mahmud Badaruddin IV, Djaya Wikrama RM Fauwaz Diradja (dal 2017)[4]